# دیکسی بیب گراوس
دیکسی بیب گراوس (به انگلیسی: Dixie Bibb Graves) سناتور سابق عضو حزب دموکرات ایالات متحده آمریکا بود. وی در سال ۱۹۳۷ تا ۱۹۳۸ میلادی سناتور ایالت آلاباما در سنای ایالات متحده آمریکا بود.